# Zarubino (Kraj Nadmorski)
Zarubino (ros. Зарубино) – portowe osiedle typu miejskiego nad Zatoką Possieta, w Kraju Nadmorskim. Zostało założone 18 października 1928 roku.